# Aïn Kercha
Aïn Kercha (în arabă عين كرشة) este o comună din provincia Oum el Bouaghi, Algeria.
Populația comunei este de 32.377 locuitori (2008).